# Тони Блеър
Антъни Чарлс Линтън Блеър (на английски: Anthony Charles Lynton Blair), известен като Тони Блеър, е британски политик, лидер на Лейбъристката партия от 21 юли 1994 г. до 27 юни 2007 г. и министър-председател на Обединеното кралство от 1997 до 2007 година.

## Биография
Блеър е роден в Единбург, Шотландия на 6 май 1953 г. и е втори син в семейството.
Той е член на парламента от избирателен район Седжфийлд, най-младият министър-председател след 1812 г., най-дълго задържалият се представител на партията на този пост и единственият неин лидер, спечелил три последователни изборни победи.
Заедно с Гордън Браун и Питър Манделсън прокарва по-центристка ориентация на партията, известна като „нови лейбъристи“.
По време на първото му правителство в края на 1990-те в Обединеното кралство протича процес на т.нар. деволюция, т.е. постепенна децентрализация на властта. Шотландия, Уелс и Северна Ирландия получават собствени парламенти със съответната законодателна власт и собствени администрации, които носят отговорност за въпросите на вътрешната политика, например здравеопазване, образование, култура, околна среда и транспорт.
След атентатите на 11 септември 2001 г. политическите му изяви са основно в международен план, най-вече свързани с т.нар. „Война срещу тероризма“. Безрезервната му подкрепа за президента на САЩ Джордж Буш е причина за редица обидни или подигравателни прякори – „Пуделът на Буш“, „губернаторът на 51-вия щат“, „външният министър на САЩ“, „Tony Bliar“ (от англ. liar, лъжец).
На 10 май 2007 той обявява в своя избирателен район в Седжфийлд намерението си да напусне лидерския пост в Лейбъристката партия, и че последният му ден като министър-председател ще бъде 27 юни 2007.